# Ediacarische biota

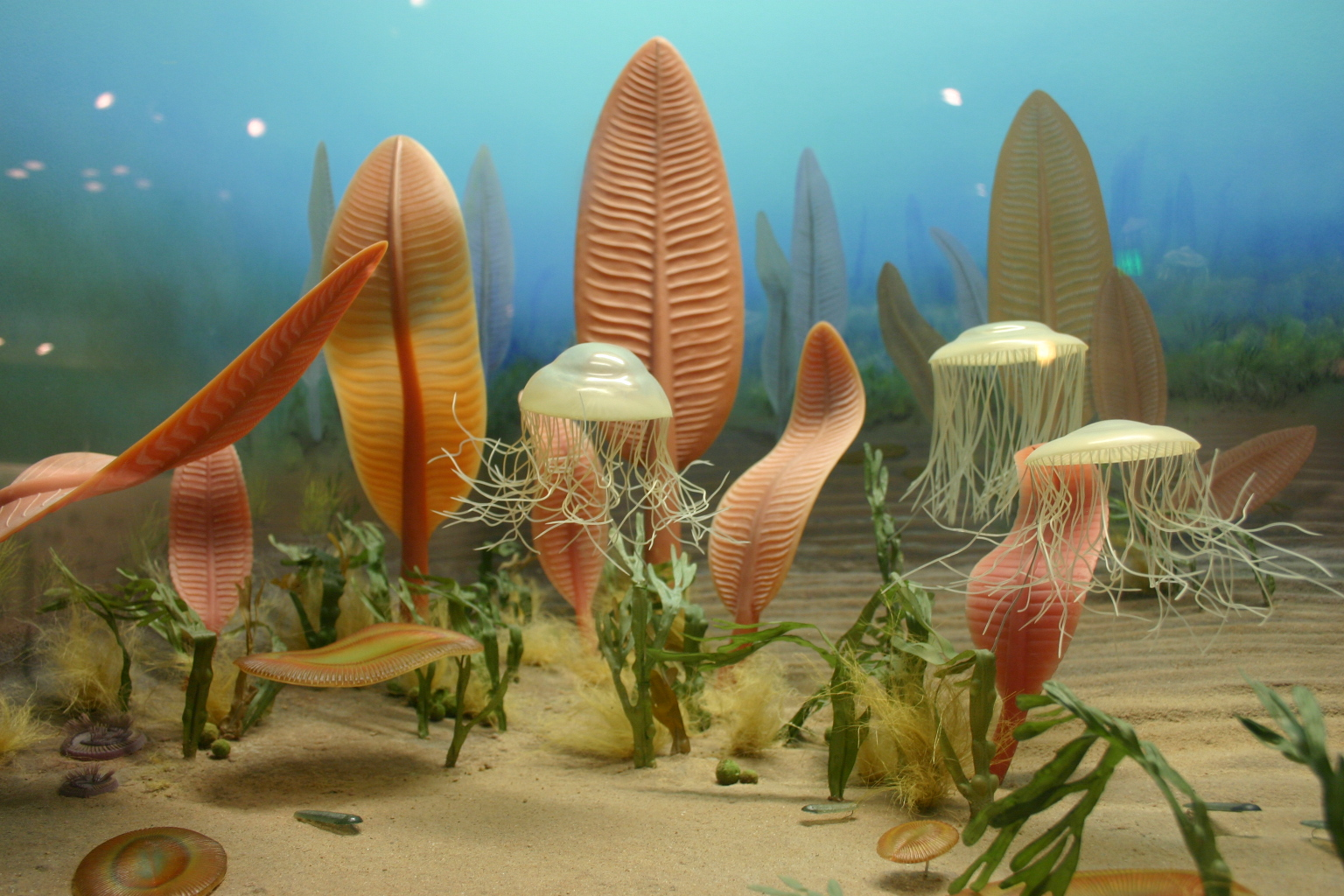
Artistiek diorama van het Ediacarische leven

De Ediacarische biota is het vroegst bekende, complexe meercellige leven op Aarde. Het is bekend uit afzettingen die binnen het geologisch tijdperk Ediacarium vallen, dat duurde van ongeveer 635 tot 538,8 ± 0,2 miljoen jaar geleden (Ma). De Ediacarische biota omvat de oudst bekende dieren (Metazoa), die geen skelet bezaten, maar desondanks vaak opvallend goed als fossiel bewaard zijn. De rol van de Ediacarische biota in de evolutie van het leven op Aarde is nog niet duidelijk. Enerzijds wordt er soms wel verondersteld dat het de bron was voor de Cambrische explosie, maar anderzijds wordt het ook wel gezien als een evolutionair dood spoor.

## Kenmerken

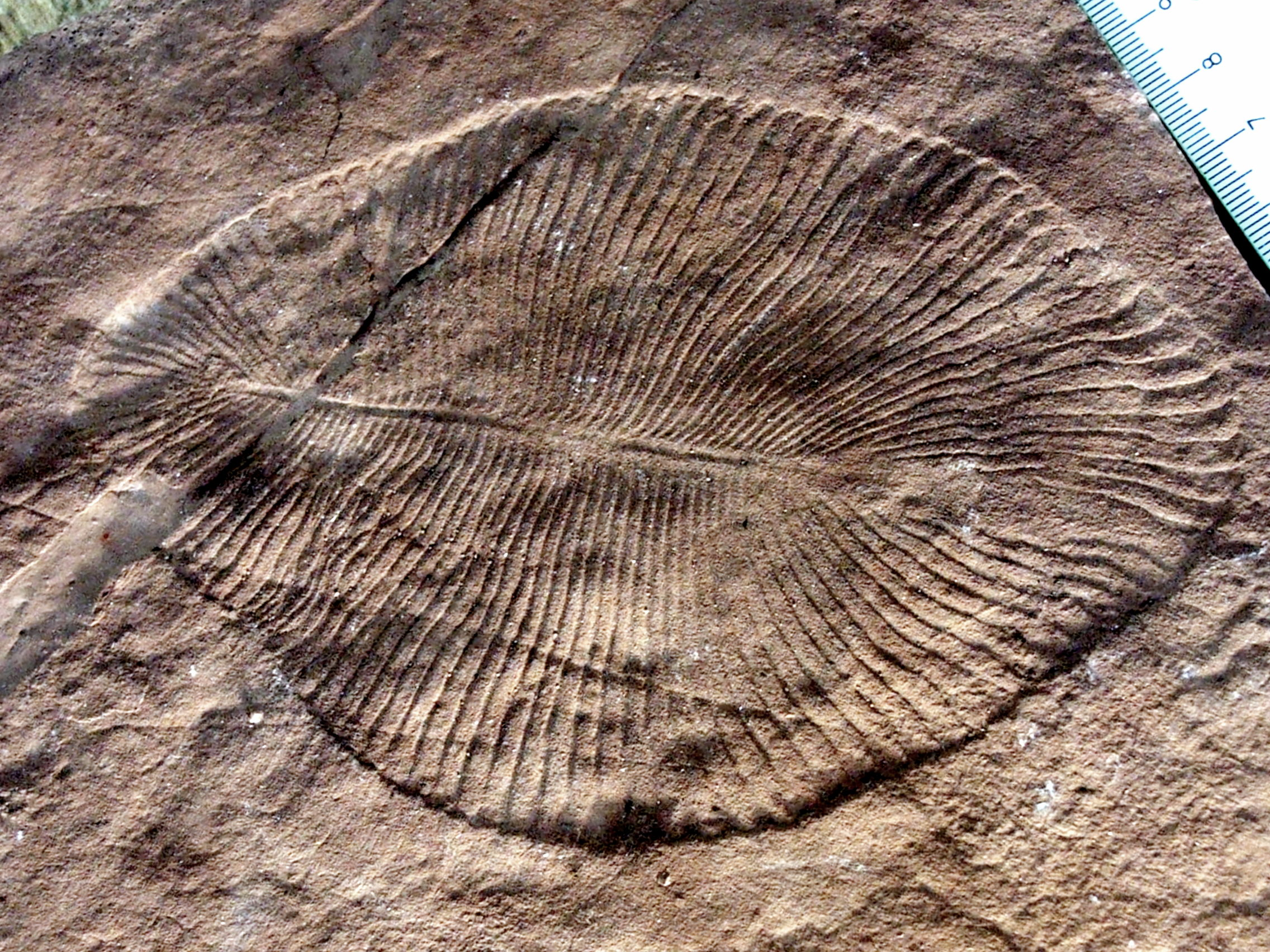
Fossiel van Dickinsonia costata, een Ediacarisch organisme met een onbekende biologische verwantschap. De structuur van deze soort wordt vaak beschreven als gequilt en is wel vergeleken met een luchtbed.

De Ediacarische biota bestaat bijna uitsluitend uit organismen zonder enige harde delen, die bekend zijn van fossiele afdrukken. Het zijn de eerste macroscopische levensvormen, die meestal enkele centimeters of decimeters groot zijn. Er zijn zelfs uitzonderlijke fossielen bekend van meer dan een meter lang. Hiermee verschillen ze duidelijk van de microscopische organismen die tot dan toe bestonden. Tevens zijn het de oudst bekende complexe meercellige organismen. Uiterlijk is het een zeer diverse groep te noemen, met ongewone verschijningsvormen die later in het Fanerozoïcum nooit meer zijn aangetroffen. Veel voorkomende vormen zijn schijfachtig, varenbladachtig (fronds in het Engels) en fractalachtige structuren die zonder vergelijkingsmateriaal zijn in de hedendaagse wereld. Verder hebben ze geen herkenbare mond en er zijn over het algemeen te weinig uiterlijke kenmerken zichtbaar om ze met zekerheid fylogenetisch in te kunnen delen. 
De organismen van de Ediacarische biota leefden op de zeebodem en er zijn geen aanwijzingen dat ze zichzelf konden voortbewegen (wellicht met uitzondering van Kimberella quadrata), dit wordt ook afgeleid uit de zeldzaamheid van sporenfossielen in het Ediacarium. Ze voedden zich waarschijnlijk op diverse manieren, er is wel gesuggereerd dat bepaalde soorten fotosynthetisch of chemosynthetisch zouden zijn geweest. Andere soorten, zoals Dickinsonia, zouden voedingsstoffen wellicht rechtstreeks door hun huid hebben kunnen opnemen.

### Fossilisatie

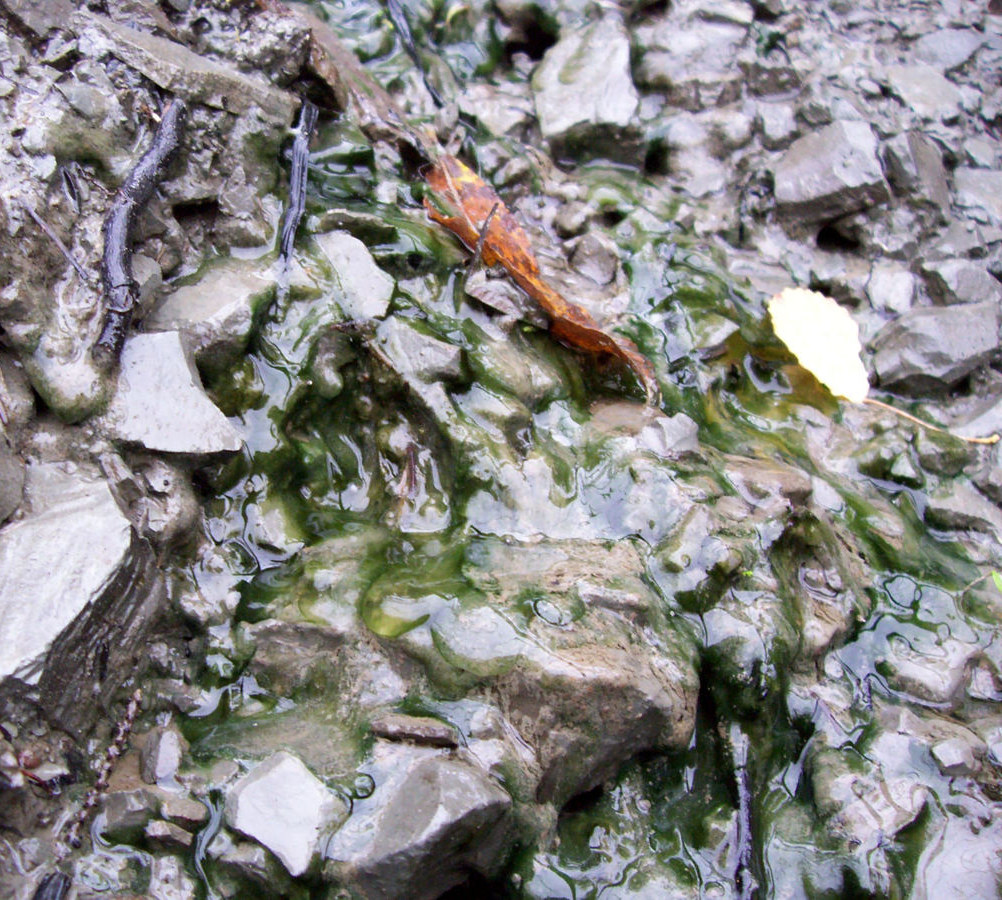
Een hedendaagse mat van cyanobacteriën op gesteenten die stammen uit het Ediacarium

De fossielen van de Ediacarische biota zijn vaak opvallend goed bewaard. Het is opmerkelijk dat de weke delen, waar ze waarschijnlijk uit waren opgebouwd, niet zijn afgebroken. Normaal gesproken fossiliseren de zachte weefsels van een organisme namelijk zelden. De fossielen zijn opvallend reliëfrijk, waardoor wel wordt aangenomen dat na de dood van een Ediacarisch organisme door micro-organismen een soort dodenmasker rond het stoffelijk overschot werd gevormd. Er zijn sterke aanwijzingen dat op de plekken waar fossilisatie plaatsvond, de zeebodem bedekt was met matten van cyanobacteriën die het fossilisatieproces bevorderd kunnen hebben. Verder heeft het gebrek aan gravende dieren ertoe geleid dat er in het Ediacarium nog vrijwel geen sprake was van bioturbatie, wat de kansen op een succesvolle fossilisatie vergrootte.

### Assemblages
De Ediacarische biota wordt in drie verschillende fossielassemblages onderverdeeld:
1. De Avalon-assemblage (575-560 Ma) - De oudste assemblage die volgt op de Gaskiers glaciatie (580 Ma) wordt alleen in diepwaterafzettingen aangetroffen. De assemblage kent een vrij lage diversiteit en veel fossielen zijn bewaard onder vulkanische aslagen.
2. De Witte Zee-assemblage (560-545 Ma) - Deze assemblage heeft de grootste taxonomische diversiteit en is tevens geografisch het meest wijdverspreid. Hier zijn de fossielen vaak in zandsteen te vinden, die afgezet is in ondiepe kustnabije milieus. Er zijn graafgangen van vermoedelijk wormachtigen bekend in deze assemblage, maar de organismen die deze gangen maakten zijn niet gefossiliseerd.
3. De Nama-assemblage (550-542 Ma) - Deze assemblage wordt met name in vrij fijnkorrelige ondiepwaterafzettingen aangetroffen. De gefossiliseerde organismen zijn weinig divers, het omvat echter wel de eerste Metazoa die kalkige onderdelen hadden. Ook worden hier al wat meer sporenfossielen aangetroffen, die waarschijnlijk van Bilateria zijn.

Deze assemblages worden vaak beschouwd als verschillende evolutionaire stadia, hoewel door sommigen de Avalon-assemblage ook nog in de latere fases van het Ediacarium wordt herkend.

### Datering
Fossielen uit de Ediacarische biota werden aanvankelijk ingedeeld bij het Cambrium, totdat duidelijk werd dat ze aanmerkelijk ouder moesten zijn dan de eerste fossielen met een skelet die in het Cambrium voorkomen. Als gevolg hiervan werden de Ediacarische afzettingen onder het Cambrium geplaatst in de chronostratigrafie. In de geochronologie werden de Ediacarische afzettingen tot voor kort gedateerd tussen de 620 en 680 Ma en werd 570-590 Ma aangehouden als basis van het Cambrium. Op basis hiervan was er dus een groot gat tussen het verdwijnen van de Ediacarische biota en het ontstaan van Cambrische soorten. De toepassing van dateringsmethodes aan de hand van zirkoon heeft echter tot een nieuwe tijdsindeling geleid. Naar aanleiding daarvan is er niet langer sprake van een tijdsgat tussen beide periodes.

### Vindplaatsen
Fossielen van organismen die tot de Ediacarische biota worden gerekend, zijn als eerste aangetroffen in de Namagroep in Namibië en Newfoundland. De bekendste vindplaats is echter de Ediacara Hills in Australië, waar de periode en de biota ook naar vernoemd zijn. Inmiddels zijn er meer dan 40 locaties over de hele wereld waar Ediacarische fossielen gevonden zijn. In Rusland zijn aan de kust van de Witte Zee belangrijke vondsten gedaan.

## Taxonomie

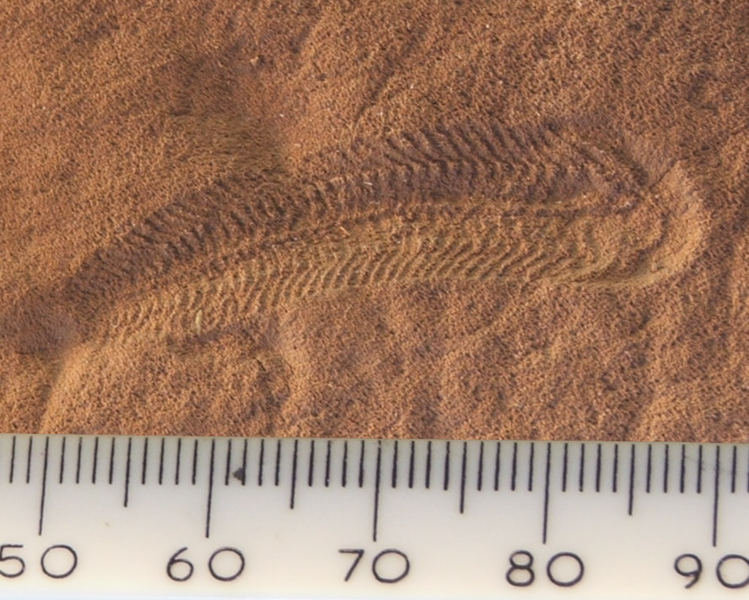
Fossiel van Spriggina, een Ediacarisch organisme dat soms wel als een voorloper van de trilobieten wordt gezien.

Het gebrek aan diagnostische kenmerken heeft ertoe geleid dat de taxonomie van de Ediacarische biota grotendeels onopgelost is en dat consensus hierover binnen de wetenschappelijke gemeenschap ver te zoeken is. Aanvankelijk was die consensus er wel; van de jaren 60 tot midden jaren 80 werd de Ediacarische biota beschouwd als "de dageraad van het moderne leven" en werden de verschillende gevonden fossielen zonder veel discussie als voorouders van groepen als ringwormen, neteldieren en trilobieten beschreven.
Adolf Seilacher deelde de gehele Ediacarische biota echter in bij een afzonderlijk uitgestorven monofyletisch rijk genaamd Vendobionta. Hij beschouwde Ediacarische biota als meer verwant aan elkaar, dan aan enig ander bekend dier en zag het als een "mislukt experiment" in de evolutie van het leven. Dit standpunt is zeer controversieel gebleken en leidde tot veel nieuwe speculaties omtrent de taxonomische relaties van de biota. Momenteel wordt vrij algemeen aangenomen dat ten minste een deel van de Ediacarische biota tot het dierenrijk kan worden gerekend, waaronder waarschijnlijk ook Bilateria, maar van veel fossielen is zelfs nog onduidelijk tot welk rijk ze behoren.

## Evolutie

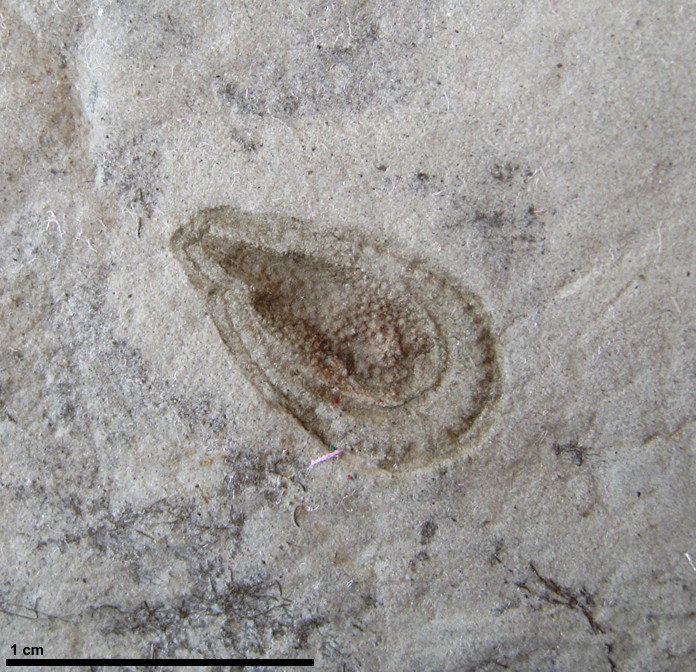
Fossiel van Kimberella quadrata, waarschijnlijk een zeer vroeg geëvolueerd dier, vermoedelijk betreft het een Mollusk. Het is de enige Ediacarische soort waarvan men wel aanneemt dat hij in staat was zich voort te bewegen.

### Ontstaan
Er wordt wel aangenomen dat het ontstaan van de Ediacarische biota verband houdt met diverse ingrijpende geologische processen gedurende het Ediacarium en de voorgaande periode, het Cryogenium. In beide periodes was er sprake van glaciaties, verhoogde tektonische activiteit en grote veranderingen in globale geochemische cycli. De hypothese van de sneeuwbalaarde stelt zelfs dat de aarde tijdens het Cryogenium een of twee keer geheel met ijs bedekt was, maar dit is niet algemeen aanvaard. Wat precies de invloed was van deze episodes op de evolutie van de biota is moeilijk te zeggen, al was het maar omdat het niet exact bekend is wanneer de biota ontstond. De oudste onomstreden fossielen van de Ediacarische biota zijn gedateerd tussen 580 en 560 Ma, dit is echter niet het moment waarop de Metazoa zich afscheidden van hun zuster-taxon. In theorie is het mogelijk om dit moment te achterhalen door middel van moleculair onderzoek. Resultaten uit zulk onderzoek wijzen allemaal op een hogere ouderdom van de Metazoa, dan uit het geologisch archief bekend is. De onderlinge resultaten wijken echter sterk van elkaar af en de onzekerheden bij deze methode lijken nog zeer groot te zijn.

### Ontwikkeling
De Ediacarische biota ontwikkelde zich van relatief eenvoudige vormen in de Avalon-assemblage tot complexere vormen in de Nama-assemblage, waarvan enkele zelfs al een rudimentair exoskelet bezaten.

### Uitsterven
Fossielen behorende tot de Ediacarische biota worden over het algemeen tot aan de grens met het Cambrium aangetroffen. Het is niet bekend of het uitsterven geleidelijk, in stappen, of abrupt was. Er zijn Ediacarische 'overlevenden' aangetroffen in het Cambrium, maar die zijn op de vingers van een hand te tellen. Voor de omstandigheden rond het uitsterven is een drietal hypotheses opgesteld:
1. Er vond massa-extinctie plaats, die vervolgens ecologische ruimte creëerde voor de nieuwe Cambrische biota om zich snel te kunnen ontwikkelen. Deze hypothese wordt ondersteund door een plotselinge verandering in de 13C-waardes op de grens tussen het Ediacarium en het Cambrium, dit zou kunnen wijzen op wereldwijde zuurstofloze omstandigheden in zee of een grootschalig vrijkomen van methaan, wat het leefmilieu ernstig zou hebben veranderd.
2. De tafonomische omstandigheden veranderden, waardoor Ediacarische organismen niet langer als fossiel bewaard werden. Vermoedelijk verdwenen aan het begin van het Cambrium de grootschalige matten met micro-organismen van de zeebodem en vergingen de overblijfselen van het Ediacarische leven in plaats van dat ze versteenden.
3. De nieuwe Cambrische biota bevatte veel meer predators, dan de Ediacarische en het kan zijn dat de Ediacarische biota simpelweg is opgegeten door de Cambrische. De Ediacarische levensvormen waren veelal sessiel (ze konden zich niet verplaatsen), bezaten geen uitwendig skelet en vormden aldus een eenvoudige prooi.

### Afstammelingen
Of de dieren die vervolgens in het Cambrium verschijnen directe afstammelingen zijn van de fossiele organismen uit het Ediacarium is nog niet duidelijk. Wat wel gezegd kan worden is dat de Ediacarische biota deel uitmaakte van de vroegste Metazoa, waarvan een gedeelte verder geëvolueerd is tot de Metazoa die tegenwoordig diverse groepen als zoogdieren, insecten en vissen omvat.

## Historische ontwikkeling
In 1946 ontdekte de Australische geoloog Reginald Sprigg in een  halfwoestijn van Zuid-Australië opmerkelijke fossielen in zandsteenafzettingen waarvan werd aangenomen dat ze uit Precambrium stamden. Aangezien destijds algemeen aangenomen werd dat geavanceerde levensvormen pas in het Cambrium verschenen, werden de claims van Sprigg lange tijd niet op waarde geschat. Dit werd mede veroorzaakt door het feit dat hij niet tot het academische establishment behoorde, maar in de ogen van de wetenschappelijke elite slechts een eenvoudige ertsgeoloog was. Pas toen de vooraanstaande paleontoloog Martin Glaessner in de jaren 50 publiceerde over de door Sprigg beschreven fossielen, werd de wetenschappelijke wereld geïnteresseerd in Ediacarische biota. Al snel werden op verschillende plekken op de wereld gelijksoortige fossielen uit het Neoproterozoïcum ontdekt en werd het belang van Spriggs ontdekking onderkend.